# Ilkhan Dostiyev
Ilkhan Dostiyev, né le 8 juillet 2002 à Chymkent, est un coureur cycliste kazakh.

## Biographie
En 2019, Ilkhan Dostiyev se classe troisième de la dernière étape du Tour de DMZ, une manche de la Coupe des Nations Juniors. Il rejoint ensuite l'équipe continentale Vino-Astana Motors en 2021. Avec cette formation, il devient vice-champion du Kazakhstan sur route espoirs en 2022. 
Lors de la saison 2023, il s'impose sur une course ouzbèke inscrite au calendrier de l'UCI Asia Tour. Il obtient aussi diverses places d'honneur. Après ses performances, il intègre la réserve de la structure Astana Qazaqstan en 2024. Bon grimpeur, il finit deuxième du Tour du Rwanda,. Il remporte également une étape de l'Orlen Nations Grand Prix et du Tour de la Vallée d'Aoste, qu'il termine à la deuxième place du classement général. Dans la foulée, il remporte le Tour de Roumanie. Le 10 septembre 2024, il est suspendu 4 ans par l'UCI, après avoir été contrôlé positif à l'EPO CERA le 30 juillet de la même année. Il a reconnu les faits et a été immédiatement licencié par l'équipe Astana Qazaqstan Development.

## Palmarès et résultats

### Palmarès par année
- 2022
  - 2e du championnat du Kazakhstan sur route espoirs
- 2023
  - Tour of Bostonliq II
- 2024
  - 5e étape de l'Orlen Nations Grand Prix
  - 1re étape du Tour de la Vallée d'Aoste[5]
  - Classement général du Tour de Roumanie[6]
  - 2e du Tour du Rwanda
  - 2e du Tour de la Vallée d'Aoste

### Classements mondiaux
| Année                                 | 2021  | 2022  | 2023 | 2024 |
| ------------------------------------- | ----- | ----- | ---- | ---- |
| Classement mondial                    | 2718e | 1307e | 828e | 419e |
| UCI Asia Tour                         | 226e  | 97e   | 53e  | 11e  |
|                                       |       |       |      |      |
| Légende : nc = non classéSource : UCI |       |       |      |      |